# El Recluso
El Recluso é uma série de televisão americana produzida pela Telemundo International Studios que estreou na Telemundo em 25 de setembro de 2018 e concluiu em 11 de outubro de 2018. É uma adaptação da série de televisão argentina intitulada El Marginal criada por Sebastián Ortega e Adrián Caetano. A série conta a história dum ex-fuzileiro naval que entra numa prisão de segurança máxima na fronteira entre o México e os Estados Unidos para investigar o sequestro da filha dum proeminente juiz dos Estados Unidos.
É protagonizada por Ignacio Serricchio e Ana Claudia Talancón e antagonizada por Flavio Medina, Luis Felipe Tovar, David Chocarro e Guy Ecker e atuacaoes especiales de Mariana Seoane e Isabella Castillo.

## Elenco
Elenco confirmado.
- Ignacio Serricchio como Lázaro Mendoza/Dante Pardo
- Ana Claudia Talancón como Frida Villarreal
- Flavio Medina como Peniche
- Luis Felipe Tovar como Mariano Tavares
- David Chocarro como Santito
- Mariana Seoane como Roxana Castañeda
- Guy Ecker como John Morris
- Isabella Castillo como Linda Morris
- Bradley Stryker como Jack
- Gustavo Sánchez Parra como Cuauhtémoc
- Leonardo Ortizgris como Florentino